# サッカーアルゼンチン代表の歴史
サッカーアルゼンチン代表の歴史では、アルゼンチンのサッカー競技におけるナショナルチームの歴史について記述する。

## 歴史
アルゼンチンで初めてサッカーが行なわれたのは1867年であり、ウルグアイ代表と親善試合を行うため、1901年に初めてアルゼンチン代表が結成された。FIFAワールドカップでは、1978年大会と1986年大会と2022年大会の3回優勝しており、コパ・アメリカでは15回優勝している。

### 1900年代

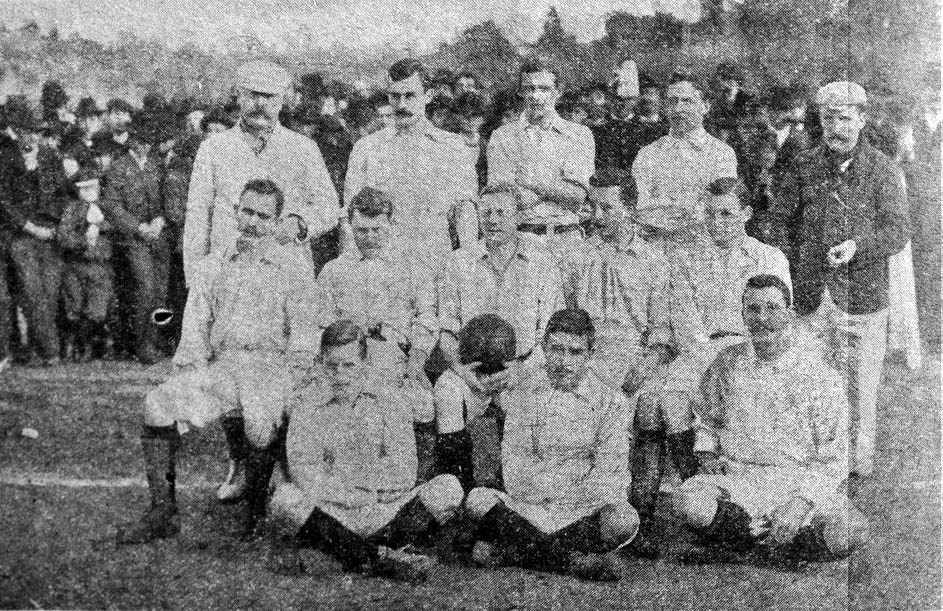
1902年に初めて撮られたアルゼンチン代表の写真

記録に残るアルゼンチン代表の初試合はウルグアイとの間で行なわれた。この試合は1901年5月16日、ウルグアイのモンテビデオで開催され、アルゼンチンが3-2で勝利した。先発メンバーはR・W・ルッド、W・レスリー、A・C・アデコット、A・A・マック、H・ラトクリフ、E・L・ダガン、G・E・レスリー、J・O・アンダーソン、S・U・レオナルド、Ch・E・ディキンソン、G・N・ディキンソンであり、J・O・アンダーソンがキャプテンを務めた。当時のアマチュアリーグでもっとも成功を収めていたのがローマスACとアルムニACであり、ほとんどの代表選手がこの2クラブから招集されている。この試合はイギリス（イングランド・スコットランド・ウェールズ・北アイルランドの4地域協会）以外で行なわれた世界最初の国（地域）代表戦であり、国（地域）同士の対戦としては、アルゼンチンとウルグアイはもっとも多くの試合を行なっている2国である。記録に残るアルゼンチン代表の2試合目もモンテビデオで開催されたウルグアイ戦であり、今度は6-0で大勝した。代表結成後数年間の親善試合は南米の国との間でのみ行われた。当初は他国遠征には時間がかかると言うのが理由であり、やがて第一次世界大戦の勃発が南米以外の国との親善試合を避ける理由となった。
1905年までに行なわれた試合はいずれも親善試合だったが、1906年にコパ・リプトンという大会が開催された。この大会はアルゼンチンサッカー協会(AFA)とウルグアイサッカー協会によって組織され、1992年まで断続的に続いた。1906年の第1回大会はモンテビデオで開催され、2-0でウルグアイを破ったアルゼンチンが初の公式タイトルを獲得した。 同年夏にはやはり両国のサッカー協会が組織したコパ・ニュートンが開催され、今度はアルゼンチンのブエノスアイレスでウルグアイを2-1で破った。アルゼンチンは1906年から1909年のコパ・リプトンで4連覇を果たし、1907年から1911年のコパ・ニュートンでも4連覇を果たし、1913年・1915年・1916年のコパ・リプトン、1916年のコパ・ニュートンでもトロフィーを獲得している。

### 1910年代
1916年には南米サッカー連盟 (CONMEBOL) が組織され、同年にはCONMEBOLが組織した第1回南米選手権（現在のコパ・アメリカ）が開催された。1916年の独立宣言から100周年を記念して、第1回大会はアルゼンチンが開催国となり、ブエノスアイレスとアベジャネーダで試合が行なわれた。この大会にはアルゼンチン、ブラジル、チリ、ウルグアイの4ヶ国が出場。アルゼンチンは3試合を戦い、チリには6-0で勝利し、ブラジルとウルグアイには引き分けた。ウルグアイが2勝1分、アルゼンチンが1勝2分、ブラジルが2分1敗、チリが1分2敗となり、ウルグアイが優勝した。優勝決定戦となったウルグアイ戦の先発メンバーはイソーラ、ディアス、レジェス、マルティネス、オラサール、バダラッコ、エイシンヘール、アルベルト・オチャコ、H・アジェス、E・アジェス、ペリネッティだった。
1917年の第2回南米選手権（開催国:ウルグアイ）はウルグアイが2連覇を果たし、アルゼンチンは再び2位に終わった。1919年の第3回南米選手権（開催国:ブラジル）ではブラジルが初優勝し、アルゼンチンは3位となった。1920年の第4回南米選手権（開催国:チリ）ではウルグアイがトロフィーを奪い返し、アルゼンチンは3度目の2位となった。第1回大会から第4回大会まではいずれも異なる国で開催されたが、1921年の第5回南米選手権は第1回大会同様にアルゼンチンが開催国となった。ブラジル、ウルグアイ、パラグアイに対して3連勝し、1点も許さずに初優勝を決めた。中心選手にはキーパーのアメリコ・テソリエーレ、ストライカーのペドロ・カロミーノなどがおり、フリオ・リボナッティが得点王に輝いた。

### 1920年代

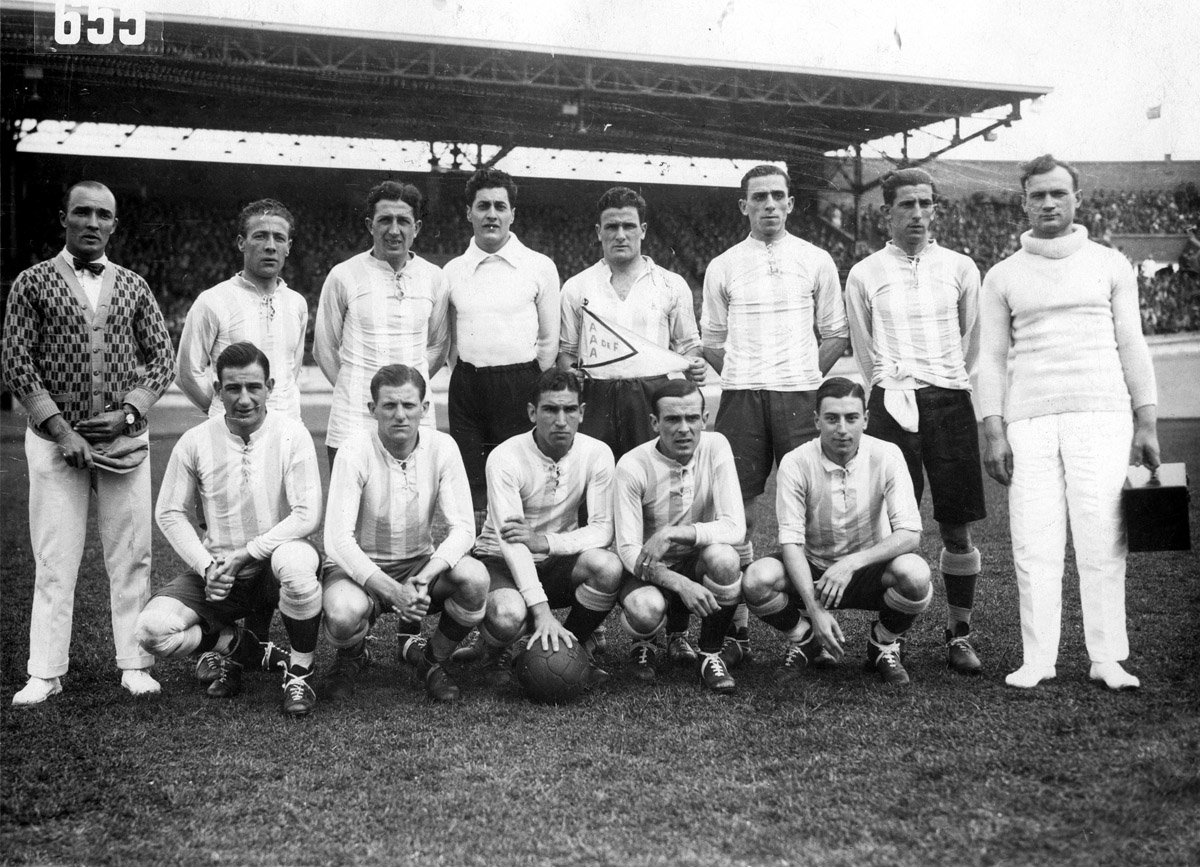
アムステルダム五輪で決勝に進出したアルゼンチン代表

1924年のパリオリンピックには出場しなかったが、このオリンピックでライバルのウルグアイが金メダルを獲得したため、大会後にはウルグアイに対して親善試合を申し込んだ。10月2日にブエノスアイレスのエスタディオ・スポルティーボ・バラカスで行なわれた試合では、15分にセサレオ・オンサーリが蹴ったコーナーキックが直接ゴールに吸い込まれた。同年6月、国際サッカー評議会 (IFAB) はこのような場合も正式な得点とする規則を定めていたため、アルゼンチンの得点が認められた。ウルグアイは当時のオリンピック・チャンピオンであり、このプレーはゴル・オリンピコ（オリンピック・ゴール）と呼ばれた。このプレーが由来となり、現在でもコーナーキックを直接ゴールに沈めるプレーはオリンピック・ゴールと呼ばれている。ラ・ナシオン紙によると、この試合には52,000人の観客がおり、アルゼンチンが2-1で勝利を収めたが、アルゼンチンの選手は相手選手たちのラフさに不満を表し、一方のウルグアイの選手たちも、試合後に瓶を投げつけるなどした観客の攻撃的な姿勢に不満を表した。オリンピック後の親善試合では世界王者相手に1勝1分の成績を残した。
1925年の南米選手権はアルゼンチンが3回目の開催国となり、パラグアイ、ブラジルと2試合ずつを行なって、3勝1分で勝ち点7を獲得して2度目の優勝を飾った。マヌエル・セオアネが6得点で得点王に輝いた。ペルーで初開催された1927年大会では、ボリビアに7-1、ウルグアイに3-2、ペルーに5-1で勝利し、3戦全勝で優勝を決めた。キーパーのアンヘル・ボッシオ、ディフェンダーのルドビコ・ビドリオ、アドルフォ・スメルス、フアン・エバリスト、ミッドフィールダーのルイス・モンティ、フォワードのペドロ・オチョア、マヌエル・フェレイラ、アルフレード・カリカベリー、セオアネなどが中心選手だった。
1928年にはオランダでアムステルダムオリンピックが開催され、この大会はアルゼンチン代表が南米以外の国に赴いて出場した初の国際大会となった。アメリカを11-2で粉砕し、ベルギーを6-3で、エジプトを6-0で葬り去って決勝に進出。金メダル決定戦はウルグアイとの南米対決となり、再試合（初戦は1-1）に1-2で敗れたアルゼンチンは銀メダルを獲得した。この試合の先発メンバーはボッシオ、ビドリオ、パテルノステル、メディセ、モンティ、エバリスト、カリカベッリ、ドミンゴ・タラスコーニ、フェレイラ、ペルドゥカ、ライムンド・オルシだった。1929年には再び南米選手権の開催国となり、ペルー戦 (3-0) 、パラグアイ戦 (4-1) 、ウルグアイ戦 (2-0) に3連勝して2連覇を達成。優勝メンバーの多くが翌年の1930 FIFAワールドカップにも出場している。

### 1930年代
1930年、国際サッカー連盟 (FIFA) は第1回FIFAワールドカップを組織し、ウルグアイが開催国となった。各大陸での予選大会は行なわれず、アルゼンチンを含む13ヶ国の出場国はFIFAによって招待された。グループリーグ初戦のフランス戦には1-0、2戦目のメキシコ戦には6-3、3戦目のチリ戦には3-1、準決勝ではアメリカに6-1で勝利して決勝に進出した。決勝では同じスコアで準決勝を勝ち上がったウルグアイとの対戦となったが、2-4で敗れて準優勝に終わった。在アルゼンチンのウルグアイ領事館は数千人の群衆に襲撃され、それに対して警官隊が発砲するなどの騒動が発生し、一時的に国交断絶するほど両国関係が緊迫した。8得点を挙げたギジェルモ・スタービレが初代得点王となり、中心選手にはキーパーのボッシオとフアン・ボタッソ、ディフェンダーのアティリオ・デマリア、ラモン・ムッティス、エバリスト、スメルス、ミッドフィールダーのモンティ、フォワードのペリネッティ、カルロス・ペウセジェ、スタービレ、フランシスコ・バラージョなどがいた。
第1回大会で好成績を収めたにもかかわらず、ファシスト党のベニート・ムッソリーニが大会を大衆操作に利用した1934年の第2回大会では初戦でスウェーデンに2-3で敗れた。また、FIFAワールドカップが南米とヨーロッパで交互に開催されると言う約束を無視したとして、1938年にフランスで開催された第3回大会の出場もボイコットした。第3回大会前には南米諸国が強硬な抗議を行なっており、キューバとブラジルが1試合もすることなく本大会出場権を獲得している。

### 1940年代
第二次世界大戦の影響で、1942年および1946年にFIFAワールドカップが開催されることはなく、第4回大会は1950年まで持ち越された。

### 1950年代

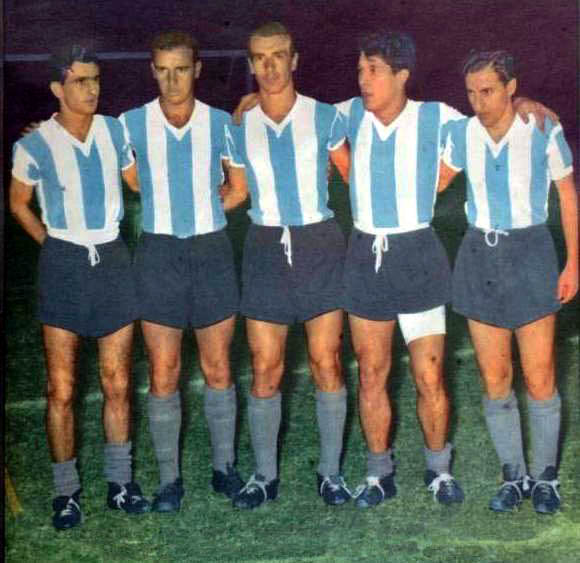
「ロス・カラスシアス」のメンバー

1950年、第二次大戦後初のFIFAワールドカップがブラジルで開催されたが、アルゼンチンはブラジルサッカー連盟 (CBF) との対立から参加を取りやめた。1951年には初めてイングランドと対戦し、ウェンブリー・スタジアムでの試合には1-2で敗れたが、1953年にブエノスアイレスで行なわれたセカンドレグには3-1で勝利し、サッカーの母国からの初勝利を飾った。この結果はアルゼンチン国内に大きな反響を呼び、エンドライン付近からゴールを決めたエルネスト・グリージョはアルゼンチンサッカー界のレジェンドとなった。1954年の1954 FIFAワールドカップはスイスで開催されたが、アルゼンチンは参加を辞退した。FIFAワールドカップに参加しない間も、南米選手権では1937年大会、1941年大会、1945年大会、1946年大会、1947年大会、1955年大会、1957年大会の7大会で優勝。いずれの大会でもスタービレが監督を務めた。ペルーで開催された1957年大会では、コロンビア戦 (8-2) 、エクアドル戦 (3-0) 、ウルグアイ戦 (4-0) 、チリ戦 (6-2) 、ブラジル戦 (3-0) に大勝し、最終戦のペルー戦には敗れたが優勝した。このチームにはテクニックのある選手がそろい、ピッチ上で優雅なサッカーを見せたことから、この期間中でもっとも記憶に残るチームのひとつである。攻撃陣はオレステ・コルバッタとウンベルト・マスキオで形成され、アントニオ・アンヘリージョ、オマール・シボリ、オスバルド・クルスがメディアやサッカーファンに称賛され、9得点のマスキオが得点王に輝いている。彼らはアルゼンチンサッカーのアイデンティティとされるドリブルや股抜きを多用したことから、荒っぽいストリートサッカーをする少年たちと比較され、ロス・カラスシアス（ダーティ・フェイス）と呼ばれた。
スウェーデンで開催された1958 FIFAワールドカップには24年ぶりに出場したが、1年前にリマで傑出したプレーを見せたマスチオ、アンヘリージョ、シボリ（イタリアでプレーしており、スタービレ監督に招集されなかった）の欠場に苦しんだ。アマデオ・カリーソ、ペドロ・デジャーチャ、ホセ・ラモス・デルガド、コルバッタ、アンヘル・ラブルナ、ホセ・サンフィリッポなど名のある選手でメンバーが構成されたが、ヨーロッパの国に対して経験不足を露呈した。初戦の西ドイツ戦には1-3で敗れ、2戦目の北アイルランド戦には勝利したが、最終戦のチェコスロバキア戦には1-6で大敗。FIFAワールドカップにおける最大得点差敗北を喫し、グループリーグ敗退となった。低調なプレーからエル・デサストレ・デ・スエシア（スウェーデンの惨事）と呼ばれた。代表が帰国してブエノスアイレスのエセイサ国際空港に到着した際には、チームを非難するために空港に10,000人が詰めかけたとも言われた。
スウェーデンの惨事後、1959年には第12回南米選手権に出場して優勝。初戦のチリ戦に6-1で勝利し、続くボリビア戦に2-0で勝利し、ペルー戦とパラグアイ戦にはいずれも3-1で勝利し、ウルグアイ戦に4-1で勝利し、最終戦のブラジル戦に1-1で引き分けた。コルバッタ、ウラディスラオ・カップ、カルロス・グリグオル、フアン・ホセ・ピスッティ、ホルヘ・グリファ、カルメロ・シメオネなどでメンバーが構成された。19年間指揮を執ったスタービレの監督退任後、ビクトリオ・スピネット、ホセ・デラ・トーレ、ホセ・バレイロの三頭体制となったが、1991年にアルフィオ・バシーレ監督の下で優勝するまで、30年以上もコパ・アメリカの優勝から遠ざかった。1959年にはホセ・マヌエル・モレーノが監督に就任したが、長期間指揮を執ることはなかった。12月にエクアドルで開催された南米選手権では、パラグアイ戦に4-2で勝利し、地元エクアドル戦に1-1で引き分け、ウルグアイ戦に0-5で大敗し、最終戦のブラジル戦に4-1で勝利。サンフィリッポがブラジル戦でハットトリックを達成し、計6得点で得点王に輝いた。モレーノはこの大会後に監督の座を離れ、再びスタービレが代表監督に就任した。

### 1960年代

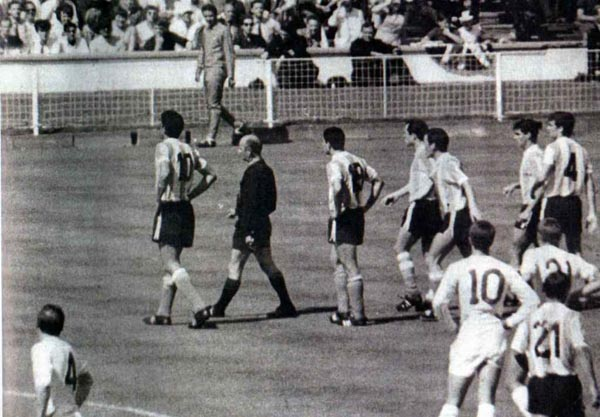
1966 FIFAワールドカップのイングランド戦

1960年にはコスタリカで開催されたパンアメリカン選手権に出場。6試合を戦って4勝し、勝ち点9で初（そして唯一の）優勝を飾った。同年にはブラジルに計3敗を喫している。2敗はコパ・ロカで、1敗はコパ・デル・アトランティコにおいてである。この試合はスタービレ監督（第2期）にとって最後の試合となり、ビクトリオ・スピネットが後任監督に就任した。1961年にはヨーロッパ遠征を行ない、ヨーロッパ各地で現地の代表と戦ったが、勝利はポルトガル戦での1勝に終わり、2分2敗を喫した。ホセ・ダミーコが短期間監督を務めた後、フアン・カルロス・ロレンソがチームを引き継いだ。チリで開催された1962 FIFAワールドカップでは低調なプレーに終始し、イングランドに1-3で敗れて敗退した。1963年にはコパ・アメリカに出場し、ブラジル戦には3-0で勝利し、エクアドル戦とコロンビア戦にはそれぞれ4-2で勝利したが、ボリビア戦とペルー戦には敗れ、3位に終わった。同年のコパ・ロカでは再びブラジルに敗れた。
1964年、ブラジルサッカー連盟創設50周年を記念した親善大会であるリトル・ワールドカップで優勝した。この大会はホセ・マリア・ミネジャ監督が初めて指揮した大会である。この大会にはアルゼンチン、ブラジル、イングランド、ポルトガルが出場し、アルゼンチン代表が獲得した「初の偉大なタイトル」とされている。ペレを擁するブラジルには3-0で快勝し、結果と内容を両立させたことで記憶されている。ブラジルは地元開催の1950 FIFAワールドカップ決勝から無敗を続けていたことから、ネイションズ・カップのブラジル戦での勝利はメディアに称賛された。アメアデオ・カリーソ、ホセ・ラモス・デルガド、C・シメオネ、アントニオ・ラティン、エルミンド・オネガ、アルフレド・ロハス、ロベルト・テルチなどが出場し、アルゼンチンは1点も許すことなく大会を終えた。
1966 FIFAワールドカップ・南米予選では、チリ、パラグアイ、ボリビアに対して1勝2分で本大会出場を決めた。予選終了後にミネジャ監督が退任し、オスバルド・スベルディア監督（1試合のみを指揮）を挟んでフアン・カルロス・ロレンソ監督（2度目の就任）がチームを引き継いだ。ソビエト連邦、ポーランド、イタリアなどと親善試合を行ない、FIFAワールドカップ初開催となった開催地イングランドに向かった。ソ連とポーランドには引き分け、トリノで行なわれたイタリア戦には敗れた。
本大会グループリーグのスペイン戦には2-1で勝利し西ドイツ戦には0-0で引き分け、スイス戦には2-1で勝利した。西ドイツと並ぶ勝ち点5で準々決勝進出を決めたが、準々決勝の開催国イングランド戦には0-1で敗れ、この試合は「ウェンブリーの戦争」として人々の記憶に残っている。この試合ではミッドフィールダーのラティンが退場処分を受け、ドイツ人のルドルフ・クライトライン主審は「暴言」が理由だとしたが、クライトライン主審はスペイン語を解さなかった。ラティンは処分に激怒し、主審がイングランドに有利な判定をしたと疑って、ピッチから離れるのを拒否した。処分への嫌悪感を示すために、女王エリザベス2世が歩くために敷かれたレッドカーペットの上に座り込み、ついにはふたりの警察官に連行されてピッチから離れたが、最後の抵抗としてイギリス国旗をもみくしゃにした。試合後にイングランドのアルフ・ラムゼイ監督がアルゼンチンの選手を「けだもの」と呼んだことも含め、この試合がアルゼンチン・イングランド両国のライバル関係の発端となったことは間違いない。この大会までは明確な処分規定が存在しなかったが、ラティンの出来事は国際サッカー連盟がイエローカード・レッドカードによって試合を裁定するきっかけとなり、1970 FIFAワールドカップではFIFAワールドカップの舞台で初めてイエローカードとレッドカードが使用された。ラティン以外では、キーパーのアントニオ・ローマとウーゴ・ガッティ、ディフェンダーのロベルト・ペルフーモ、シルビオ・マルソリーニ、ホセ・バラッカ、ミッドフィールダーのホセ・パストリサ、C・シメオネ、フォワードのオネガ、ルイス・アルティメ、オスカール・マスなどがメンバーを構成した。クラブレベルでは全選手が有名選手だったが、1930年以来となる決勝進出は果たせなかった。その一方でラティンがレッドカーペットに座り込んだ出来事が理由で、選手たちはエセイサ国際空港で観衆の歓待を受けた。ラティン自身は後に「（自身が）どんな場所に座ったのか知らなかった」と弁明している。
1967年の南米選手権はウルグアイで開催された。パラグアイ戦 (4-1) 、ボリビア戦 (1-0) 、ベネズエラ戦 (5-1) 、チリ戦 (2-1) に4連勝したが、最終戦で開催国ウルグアイに敗れて準優勝に終わった。1967年から1969年には5人の監督がめまぐるしく交代し、カルメロ・ファラオーネ（2試合のみを指揮）、レナト・セサリーニ（親善試合数試合とコパ・リプトンのみを指揮）、2度目の就任となったホセ・M・ミネジャ、ウンベルト・マスキオ（4試合のみを指揮）、アドルフォ・ペデルネーラ（4試合のみを指揮）が代表の指揮を執った。この期間中にいくつかの親善試合をこなしているが、そのほとんどが南米の国であり、何試合かがヨーロッパの国だった。コパ・リプトンではゴール率でウルグアイを上回ってトロフィーを獲得した。1969年、アルゼンチンはペデルネーラ監督の下で1970 FIFAワールドカップ・南米予選を戦ったが、この大会はアルゼンチンが予選で敗退した初の（そして唯一の）大会である。ボリビア、ペルーと同組となり、アウェーで行なわれた最初の2試合をいずれも落とした。ホームではボリビアに1-0で勝利し、ペルーに2-2で引き分けたが、本大会出場権はペルーが手にした。最優秀選手はストライカーのオスバルド・ラミーレスであり、予選中に2得点を挙げた。アルゼンチンの先発メンバーはキーパーがアグスティン・セハス、ディフェンダーがガージョ、ペルフーモ、ラファエル・アルブレヒト、マルソリーニ、ミッドフィールダーがルリ、ミゲル・ブリンディシ、オスバルド・パチャメ、マルコス、フォワードがエクトル・ジャサルデ、アニバル・タラビーニだった。本大会出場を逃したことは、現在もなおアルゼンチン代表史上最大の失望のひとつとされている。

### 1970年代
1970 FIFAワールドカップ・南米予選敗退後、協会はフアン・ホセ・ピスッティを監督に指名。ピスッティは3年前にラシン・クルブを率いてインターコンチネンタルカップで優勝した経験を持っていた。1971年のコパ・ロカではブラジルと両国優勝となったが、1972年にブラジルで開催されたコパ・インデペンディエンテではヨーロッパの国に敗れ、良い結果を残せなかった。ピスッティは3年間在職した後に退任し、コパ・インデペンディエンテ終了後にオマール・シボリが監督に就任した。シボリは1957年にコパ・アメリカを制した際の最重要選手であり、CAロサリオ・セントラルやエストゥディアンテス・デ・ラ・プラタでの監督経験があった。1974 FIFAワールドカップ・南米予選に向けて何試合かの親善試合を戦い、ミュンヘンで行なわれた西ドイツ戦に3-2で勝利するなどの好結果を残した。
1974 FIFAワールドカップ・南米予選は1973年9月に始まり、アルゼンチンはボリビア、パラグアイと同組となった。ボリビアは伝統的に標高4100mの首都ラパスにあるスタジアムを開催地として使用しており、かねてからアルゼンチンの選手たちは、酸素不足などで高山病にかかっていた。合併症を避けるため、シボリは高地用のチームを構成し、多くの選手をフフイ州・ティルカーラ（標高2500m）に連れて行ったため、高度に順応することができた。ティルカーラ経由でラパスに向かった選手にはルベン・グラシア、マルセロ・トロビアーニ、ルベン・ガルバン、アルド・ポイ、オスカール・フォルナーリ、リカルド・ボチーニ、マリオ・ケンペスなどがおり、直接ラパスに飛んだ選手にはダニエル・カルネバーリ、ルベン・アジャラ、ロベルト・テルチなどがいた。この計画が功を奏し、ラパスでの試合はフォルナーリが決勝点を決めて勝利したが、協会には計画性が欠如しており、メディアはティルカーラにいるチームの情報を得ることができなかったため、このチームはラ・セレクシオン・ファンタスマ（幽霊チーム）と呼ばれた。数年後、ケンペスは「協会は僕らのことを完全に忘れており、金銭を得て食料を得るために親善試合を行なわなければならなかった」と明らかにした。ブエノスアイレスではボリビア戦に4-0、パラグアイ戦に3-1で勝利し、本大会出場という目標は達成された。
本大会出場決定後、シボリ監督が退任してウラディスラオ・カップ監督が就任し、大会前にヨーロッパの国と4試合を戦った。ルーマニア戦とフランス戦には勝利し、イングランド戦には引き分け、ヨハン・クライフを擁するオランダ戦には1-4で大敗した。1974 FIFAワールドカップ本大会では低調なパフォーマンスであり、ポーランド戦に2-3で敗れ、イタリア戦に1-1で引き分けた。1次リーグ最終戦のハイチ戦には4-1で勝利して突破を決めたが、2次リーグではオランダ戦に1-4で、ブラジル戦に1-2で敗れ、西ドイツ戦に1-1で引き分けた。1分2敗のアルゼンチンはグループ最下位となり、公式順位は2次リーグ進出国中最下位の8位となった。大会を通じて6試合を戦い、1勝2分3敗の成績に終わった。キーパーのダニ・カルバハルとウバルド・フィジョール、ディフェンダーのペルフーモ、ルベン・グラリア、エンリケ・ウォルフ、ミッドフィールダーのブリンディシ、テルチ、カルロス・バビントン、フォワードのレネ・ハウスマン、ケンペス、ジャサルデ、アルド・ポイなどがチームを構成した。
FIFAワールドカップでの敗退によって協会は変革を迫られ、1974年には新会長にダビド・ブラクートが就任し、ブラクートはセサル・ルイス・メノッティに監督就任を要請した。メノッティは、25歳以下のアルゼンチン人選手は国外のクラブに移籍しないことなど、いくつかの条件を出して受諾した。1974年10月12日、スペインとの親善試合がメノッティ監督の初采配試合となった。アルゼンチンは4年後に自国で開催されるFIFAワールドカップに向けた長期スパンでの準備を開始し、いくつかの親善試合や親善大会を戦った。1975年から1977年には合計33試合を戦い、ベネズエラ戦 (11-1) 、メキシコ戦 (6-0) 、ソビエト連邦戦 (1-0) 、ポーランド戦 (4-1) 、ウルグアイ戦 (3-0) などで好結果を残した。1977年のポーランド戦では16歳のディエゴ・マラドーナがA代表デビューしている。この試合はブエノスアイレスで開催され、アルゼンチンが5-1で大勝した。1975年のコパ・アメリカでは、ブラジル、ベネズエラと同組となった。ホーム&アウェーで計4試合が行なわれ、ベネズエラとの試合はアウェーで5-1、ホームで11-0と大勝したが、ブラジルとの試合はアウェーで1-2、ホームで0-1と敗れ、ブラジルに次ぐグループ2位でグループリーグ敗退となった。
1978年には南米やヨーロッパの国と何試合かをこなし、すでにマラドーナは最高の選手のひとりとされていたが、メノッティ監督は大会の出場選手にマラドーナを含めなかった。アルゼンチンの軍事政権がマラドーナの代わりにCAリーベル・プレートのノルベルト・アロンソを推したとする情報もあるが、アロンソ、ケンペス、リカルド・ビジャ、ダニエル・バレンシア、オマール・ラローサなど攻撃的ミッドフィールダーが多すぎ、メノッティ監督がチーム内バランスを取ったと主張するジャーナリストもいる。1次リーグ初戦のハンガリー戦ではレオポルド・ルケとダニエル・ベルトーニが得点を挙げて2-1で勝利し、2戦目のフランス戦ではダニエル・パサレラとルケが得点を挙げて2-1で勝利。3戦目のイタリア戦には0-1で敗れたが、グループAの2位で2次リーグ進出を決めた。2次リーグではブラジル、ポーランド、ペルーと同組となり、初戦のポーランド戦ではケンペスの2得点で2-0と勝利した。2戦目のブラジル戦はスコアレスドローに終わったが、3戦目のペルー戦には6-0で大勝して決勝進出を決めた。決勝進出の条件は4点差以上の勝利に限られており、アルゼンチン政府は試合前、ペルー政府に対して5000万ドル（約150億円）分の借款と3万5000トンの穀物の無償提供を申し出たとされることが、この試合は仕組まれたものだったという批判につながった。エル・モヌメンタルで行なわれた決勝ではオランダと対戦した。38分にケンペスが先制ゴールを決めたが、82分に同点に追いつかれた。延長ではケンペスとダニエル・ベルトーニが得点して勝利を決定づけ、FIFAワールドカップで優勝した2国目の南米勢となった。ケンペスは6得点で得点王に輝いただけでなく、大会最優秀選手にも選出された。決勝の先発メンバーはキーパーがフィジョール、ディフェンダーがホルヘ・マリオ・オルギン、ルイス・ガルバン、パサレラ、アルベルト・タランティーニ、ミッドフィールダーがオズワルド・アルディレス、アメリコ・ガジェゴ、ケンペス、フォワードがダニエル・ベルトーニ、ルケ、オスカル・オルティスだった。先発以外のメンバーにはアロンソ、ハウスマン、バレンシア、ビジャなどがいた。
これらの成功の後、メノッティは留任した。アルゼンチンは1979年のコパ・アメリカまでに何試合かの親善試合を戦い、グラスゴーで行なわれたスコットランド戦ではマラドーナがA代表初得点を挙げた。1979年にはコパ・アメリカ1979に出場し、ブラジル、ボリビアと同組となった。ホーム&アウェーで計4試合が行なわれたが、アルゼンチンはアウェーで行なわれた最初の2戦にいずれも敗れ、ホームでは1勝1分だったものの、勝ち点4の最下位でグループリーグ敗退となった。
1979年にはU-20アルゼンチン代表が、東京で開催されたFIFAワールドユース選手権に出場して優勝した。このチームの監督もメノッティであり、中心選手としてマラドーナやラモン・ディアスなどがいた。この大会はマラドーナがアルゼンチン代表として初めて出場した公式大会である。アルゼンチンは前回大会王者として1982 FIFAワールドカップ予選を免除されていたため、大会への準備として何試合かをこなした。1980年には公式大会がなかったことからヨーロッパ遠征に赴き、またマル・デル・プラタやコルドバやメンドーサなどに他国を招いて親善試合を行なった。1981年にはウルグアイで開催されたスモール・ワールドカップに出場。FIFAワールドカップ初開催から50周年を記念したこの大会では、西ドイツに敗れ、ブラジルに引き分け、グループリーグで敗退した。

### 1980年代
1982年3月から6月にかけて、アルゼンチンはイギリスとの間でマルビナス紛争を戦っており、イギリス政府によって停戦宣言が出されたのは1982 FIFAワールドカップ大会期間中だった。スペインで開催されたこの大会では、1978 FIFAワールドカップのチームを基盤とし、国内タイトルを獲得していたマラドーナとラモン・ディアスを加えた。カンプ・ノウで行なわれたベルギーとの初戦に0-1で敗れたが、2戦目のハンガリー戦には4-1で勝利し、最終戦のエルサルバドル戦には2-0で勝利した。2次リーグではイタリア、ブラジルと同組となり、イタリア戦には1-3で、ブラジル戦には1-2で敗れ、大会からの敗退が決まった。特にイタリア戦でクラウディオ・ジェンティーレなどから執拗なラフプレーを受けたマラドーナは持ち味を発揮できず、ブラジル戦ではジョアン・バティスタを蹴ったとして退場処分を受けた。その他にはフアン・バルバス、ガブリエル・カルデロン、パトリシオ・エルナンデス、フリオ・オラルティコエチェア、エンソ・トロッセーロ、ホルヘ・バルダーノなどがいた。1982 FIFAワールドカップの失敗により、メノッティ監督は退任したが、メノッティ監督が指揮した9年間でA代表・ユース代表それぞれが世界王者となった。アルゼンチン代表が明確で重要な目標を持つ長期的な仕事を計画・実行したのは、メノッティ監督時代が初めてのことである。
協会はメノッティ監督の後任として、エストゥディアンテス・デ・ラ・プラタでプリメーラ・ディビシオン・1982メトロポリターナを制したカルロス・ビラルドを選んだ。ビラルド監督は完璧主義であり、自身の戦術と戦略に固執することで有名だった。1983年5月に行なわれた初采配試合のチリ戦には2-2で引き分け、就任後すぐにコパ・アメリカ1983を迎えたが、エクアドルとブラジルに対して1勝3分で敗退した。この大会のメンバーはもっぱら国内リーグ所属選手で構成され、キーパーのフィジョールとネリー・プンピード、ディフェンダーのネストル・クラウセン、ホセ・ルイス・ブラウン、トロッセーロ、オラルティコエチェア、ロベルト・モウソ、ミッドフィールダーのクラウディオ・マランゴーニ、ホルヘ・ブルチャガ、アレハンドロ・サベーラ、ホセ・ダニエル・ポンセ、フォワードのリカルド・ガレカ、アルベルト・マルシコなどだった。
コパ・アメリカ閉幕後、アルゼンチンはインドのコルカタに飛んでネルー・カップに出場し、1986 FIFAワールドカップ・南米予選前の親善試合を行なった。その後のヨーロッパ遠征では西ドイツ戦の3-1での勝利を含め、3試合に勝利した。1986 FIFAワールドカップ・南米予選は対戦国のラフプレーに苦しんだ。アウェーのペルー戦では、マラドーナへのラフプレーでクラウディオ・レイナが退場処分を受けている。3勝1分1敗で最終節のホーム・ペルー戦を迎え、試合終盤までリードしたペルーが本大会出場に手をかけたが、試合終了間際にガレカが同点ゴールを決め、本大会に出場する南米の4枠目にアルゼンチンが滑り込んだ。かろうじて本大会出場を決めたものの、予選の過程での低調なプレーぶりから、ビラルドのチームはメディアからの大きな批判にさらされた。ショートパスとドリブルを重視するアルゼンチンの伝統的なスタイルとはかけ離れているとして、守備的に戦うビラルドを非難するジャーナリストもいた。アルゼンチンでもっとも人気のある新聞であるクラリン紙も、ビラルド監督に対して厳しい論調であり、ビラルドは「クラリン紙は協会のフリオ・グロンドーナ会長に電話し、（私の）監督解任を求めた」と断言した。FIFAワールドカップ前、アルゼンチンはヨーロッパに遠征し、優勝候補の一角であるフランスとノルウェーに敗れたが、イスラエルには7-2で大勝した。
前評判は高くなかったが、マラドーナというひとりの選手の存在によって、アルゼンチンは大きな希望を胸に1986 FIFAワールドカップに臨んだ。アルゼンチンはグループリーグでイタリア、ブルガリア、韓国と同組となり、初戦では韓国を3-1で破った。2戦目のイタリア戦では6分に先制を許したが、34分にマラドーナが同点ゴールを決めて1-1で引き分けた。最終戦のブルガリア戦には2-0で勝利し、グループ首位で決勝トーナメント進出を決めた。決勝トーナメント1回戦では南米のライバルであるウルグアイに1-0で勝利し、準々決勝ではイングランドと対戦。序盤は互角であり、互いに決定機を作ったが得点を決められなかった。前半のボール支配率はアルゼンチンが上回ったが、イングランドの堅固な守備陣に手を焼いた。後半6分、マラドーナが論争を呼ぶ得点を挙げた。試合後、マラドーナは疑いの余地なくハンドの反則だったこの得点を、「神の手」によるものであると述べた。この得点は、スティーヴ・ホッジがクリアミスしたボールがキーパーのピーター・シルトンに向かったところから始まる。走り続けていたマラドーナはシルトンより早くボールの落下点に達し、左手を使ってボールをゴールに押し込んだ。「神の手」ゴールの4分後、マラドーナは後に「ゴール・オブ・ザ・センチュリー」と呼ばれる得点を挙げた。ハーフウェーライン付近からドリブルを開始し、10秒間のダッシュで相手選手のべ5人とシルトンを交わしてシュートした。この得点が決勝点となり、アルゼンチンが2-1で勝利した（この試合の詳細は1986 FIFAワールドカップ準々決勝 アルゼンチン対イングランドを参照）。歴史的なライバルだっただけでなく、4年前にイギリス軍の手によってマルビナス諸島を奪われていた経緯があったため、この勝利はアルゼンチンで大きく祝福された。準決勝ではベルギーを2-0で下して決勝に駒を進め、決勝の西ドイツ戦ではスリリングな試合を制して2度目の優勝を果たした。ブラウンが先制点を挙げ、バルダーノが追加点を挙げた。カール＝ハインツ・ルンメニゲとルディ・フェラーに得点されて2-2に追いつかれたが、83分にブルチャガが勝ち越し点を決めてアルゼンチンが3-2で勝利した。アルゼンチンは6試合中5試合に勝利し、大会を無敗で終えた。1979年のFIFAワールドユース選手権の優勝の立役者であるマラドーナが活躍を見せ、チームトップの5得点を挙げて大会最優秀選手賞を受賞した。ディフェンダーの軸となったのがブラウンとオスカル・ルジェリ、中盤の軸となったのがエクトル・エンリケとブルチャガ、フォワードの軸となったのがバルダーノだった。決勝の先発メンバーはキーパーがネリー・プンピード、ディフェンダーがブラウン、ホセ・ルイス・クシューフォ、ルジェリ、オラルティコエチェア、ミッドフィールダーがリカルド・ジュスティ、セルヒオ・バティスタ、エンリケ、ブルチャガ、フォワードがマラドーナ、バルダーノだった。
1986 FIFAワールドカップでの優勝後、選手たちには休暇が与えられ、1987年のコパ・アメリカ1987までアルゼンチンは試合を行なわなかった。コパ・アメリカは単一の開催国で行なう方式に戻され、アルゼンチンが開催国に選ばれた。ヨーロッパでプレーする選手とアルゼンチン国内でプレーする選手を合わせたチームで大会に臨み、グループリーグ初戦のペルー戦には1-1で引き分け、2戦目のエクアドル戦には3-0で勝利したが、準決勝では優勝することになるウルグアイに0-1で敗れた。1987年末にはエスタディオ・ホセ・アマルフィターニで西ドイツと対戦し、1年前と同じく1点差 (1-0) で勝利した。1988年にはフォー・ネイションズ・カップに出場したが、ソビエト連邦には2-4で、西ドイツには0-1で敗れた。この大会の直後にはオーストラリアに飛び、オーストラリア・ビセンテニアル・ゴールドカップに出場した。勝利はサウジアラビア戦のみに終わり、オーストラリア戦には1-4で大敗した。アルゼンチンに戻ると、ブラジルで開催されるコパ・アメリカ1989の準備を行なった。グループリーグではチリとウルグアイにそれぞれ1-0で勝利し、またエクアドルとボリビアにそれぞれ0-0で引き分けたが、決勝リーグではブラジルとウルグアイにそれぞれ0-2で敗れ、勝ち点はパラグアイ戦 (0-0) で獲得した1に終わった。決勝リーグ3試合では1得点も挙げられず、最終結果は3位となった。ワールドカップ優勝メンバーのプンピード、ブラウン、ルジェリ、クラウセン、クシューフォ、ブルチャガ、マラドーナ、エンリケ、ヒウスティなどに加え、クラウディオ・カニージャ、アベル・バルボ、ルイス・イスラス、ロベルト・センシーニ、ガブリエル・カルデロン、ネストル・ゴロシート、ペドロ・トログリオなどが出場した。
1986 FIFAワールドカップで優勝したため、1990 FIFAワールドカップは南米予選を戦わずに前回大会優勝国枠で出場した。大会前には5試合の親善試合を戦ったが、メキシコとスコットランドにそれぞれ0-2で敗れ、わずか1勝と良い結果を残せずに大会開幕を迎えた。さらに、前回大会の最重要選手のひとりであるバルダーノはほとんど練習に参加せず、ビラルド監督はバルダーノを出場メンバーに加えない決断を下した。バルダーノは「私は大洋を泳いで渡ったが、（たどり着いた）海岸で溺死した」という珍言を残して選考漏れへの不満を訴えた。グループリーグの初戦はミラノのスタディオ・ジュゼッペ・メアッツァで行なわれたカメルーン戦だったが、2回目の出場となる相手に0-1で敗れたことで、次の試合からは大きなメンバー変更が行なわれ、前回大会で優勝したメンバーがベースとなった。2戦目のソビエト連邦戦には2-0で勝利したが、キーパーのプンピードが深刻な負傷を負ったことで、これ以後はセルヒオ・ゴイコチェアがゴールマウスに立った。3戦目のルーマニア戦には1-1で引き分け、1勝1分1敗で2次リーグに進んだ。トリノのスタディオ・デッレ・アルピで行なわれたブラジル戦ではブラジルが優勢に試合を進め、ミューレルとカレカが何度もシュートを放った。アルゼンチンは2度もゴールポストに救われ、またゴイコチェアは何度もセーブを強いられた。マラドーナはコンディションが悪く、アルゼンチンは何とか0-0で前半を終えた。後半になるとブラジルの攻撃は前半ほどでなくなり、アルゼンチンはこの好機をうまく利用した。試合終了の9分前、マラドーナがピッチ中央でボールを受けると、ドリブルで3人を交わしてカニージャに正確なパスを送り、カニージャがキーパーのクラウディオ・タファレルをも交わしてゴールにボールを流し込んだ。アルゼンチンはFIFAワールドカップ本大会の舞台で初めてライバルに勝利したため、この試合はアルゼンチン代表の歴史でもっとも輝かしい瞬間のひとつとされている。
準々決勝ではユーゴスラビアをPK戦の末に下し、ラスト2本のPKを止めたゴイコチェアがヒーローとなったが、マラドーナはPKを外している。準決勝は開催国のイタリアとの対戦となった。イタリアのサルヴァトーレ・スキラッチは得点ランキングの最上位に位置し、またアルゼンチンはマラドーナなど多くの選手が負傷していたことから、試合前にはイタリアに分があると考えられていた。しかし、アルゼンチンはこの大会中最高のプレーを見せて90分を1-1で終え、延長でもスコアが動かなかったため、試合の行方は2試合連続でPK戦にもつれ込んだ。ゴイコチェアがアルド・セレーナとロベルト・ドナドーニのPKをセーブして再びヒーローとなり、アルゼンチンが2大会連続で決勝に進出した。決勝ではフランツ・ベッケンバウアー監督率いるドイツと対戦。イタリア戦で警告を受けたカニージャは決勝が出場停止となった。アルゼンチンはイタリア戦を除けば試合内容に不満が残るが、ドイツは開幕前から優勝候補とみなされ、効果的で正確なプレーを見せて決勝に勝ち上がってきた。マラドーナなど何人かの選手が負傷していたアルゼンチンとは異なり、ドイツの選手はコンディションも良好な状態だった。試合は終盤までスコアが動かなかったが、83分にメキシコ人のエドガルド・コデサル・メンデス主審はセンシーニがフェラーに対してファールを犯したとして、83分にドイツに疑惑のPKを与えた。この判定は議論を呼び、アルゼンチンの選手は強く抗議したが、アンドレアス・ブレーメがPKを決めてドイツが先制し、ドイツに3度目のタイトルをもたらした。前回大会の優勝メンバーたちは4年前のハイレベルなプレーを繰り返せず、深刻な怪我を負いながらも全試合に出場したマラドーナのパフォーマンスは特に低下した。同じく負傷していたルジェリやブルチャガも、マラドーナ同様にプレーに精彩を欠いた。この大会でもっとも活躍したアルゼンチンの選手はキーパーのゴイコチェアであり、PK戦で卓越した活躍を見せた。

### 1990年代

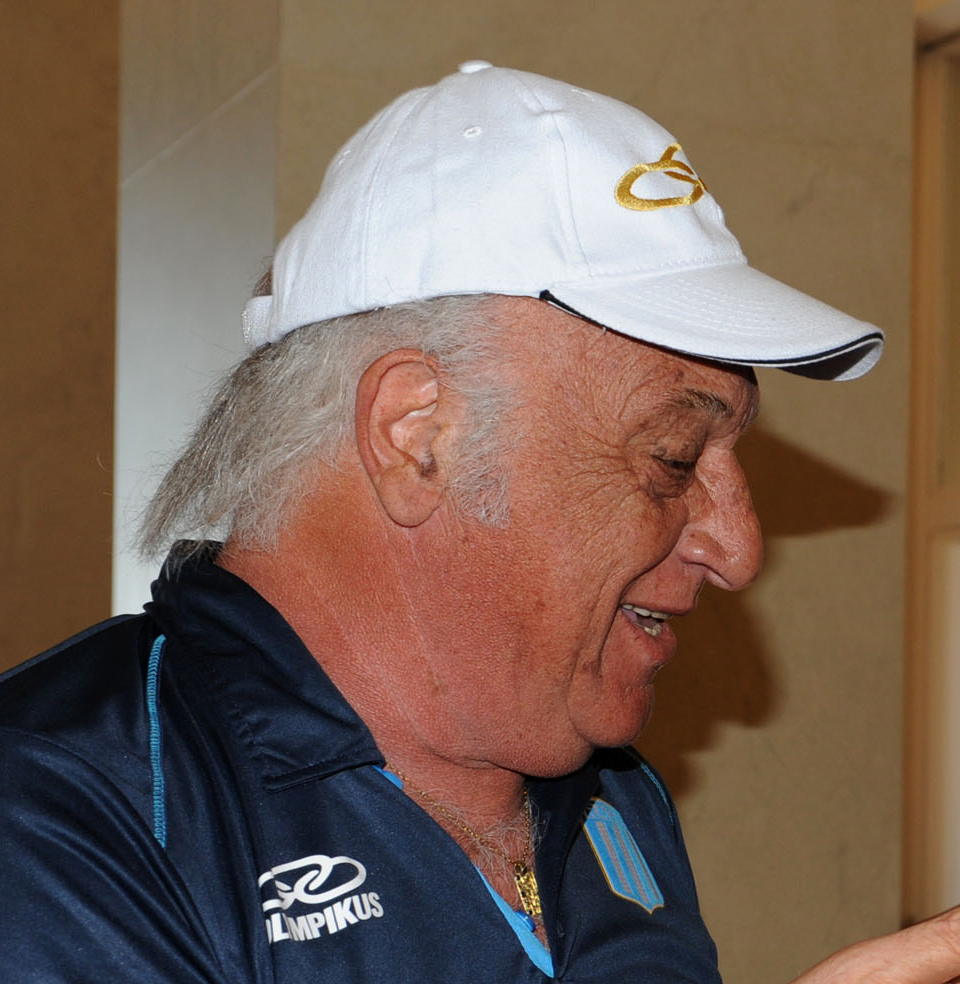
1991年と1993年にコパ・アメリカを制したバシーレ監督

1990 FIFAワールドカップ後、ビラルド監督は自身の時代が終わったと考えて監督を辞任した。この辞任会見を受け、マラドーナは1990 FIFAワールドカップが自身にとってアルゼンチン代表でプレーする最後の大会だったと発表した。後任監督にはアルフィオ・バシーレが就任。バシーレ監督は若手選手によって新時代が築かれることを確信し、アルゼンチン代表の歴史ではおそらく初めて、国外リーグでプレーする選手よりも国内リーグでプレーする選手を主体に招集した。1991年2月、バシーレのアルゼンチンはロサリオで開催されたハンガリー戦に2-0で勝利して良好なスタートを切った。何試合かの親善試合をこなしてスタンリー・ロウズ・カップなどの親善大会に出場し、ウェンブリーで行なわれたイングランド戦には0-2から2-2に追いついた。同年3月、マラドーナはイタリアでのドーピング検査でコカインの陽性反応を出し、15ヶ月の出場停止処分を受けた。
バシーレ監督にとって最初の主要大会は、チリで開催されたコパ・アメリカ1991となった。グループリーグ初戦でベネズエラに3-0で勝利すると、2戦目は開催国チリに1-0で勝利し、3戦目はパラグアイに4-1で勝利した。決勝リーグではブラジルに3-2で勝利し、チリには0-0と引き分けたが、コロンビアに2-1で勝利した。満足のいくプレーぶりを見せて2勝1分となり、32年ぶり13回目の優勝を飾った。6得点のガブリエル・バティストゥータが得点王となり、その他にはゴイコチェア、レオナルド・アストラーダ、カニージャ、背番号10のディエゴ・シメオネ、ダリオ・フランコ、レオ・ロドリゲスなどが主力選手だった。
1992年には日本で開催されたキリンカップサッカー1992に出場し、日本とウェールズに勝利して親善タイトルを獲得した。またキング・ファハド・カップ1992にも出場し、コートジボワールに4-0で、サウジアラビアに3-1で快勝して優勝した。1993年2月24日、マル・デル・プラタで行なわれたアルテミオ・フランキ・トロフィーのためにマラドーナが代表に復帰し、アルゼンチンはデンマークにPK戦 (5-4) の末に勝利した。同年にはエクアドルで開催されたコパ・アメリカ1993に出場して2連覇を果たした。マラドーナは薬物問題による出場停止が解けて復帰していたが、代表の象徴である背番号10は引き続きD・シメオネが着け、バシーレ監督はマラドーナを招集しなかった。グループリーグのメキシコ戦とコロンビア戦にはそれぞれ1-1で引き分け、ボリビアに1-0で勝利してグループ突破を決めた。前回大会に続いてブラジルに勝利 (1-1, PK6-5) すると、コロンビアもブラジル戦同様のスコア (1-1, PK6-5) で下して決勝に駒を進め、バティストゥータの2得点でメキシコに2-1で勝利した。14回目の優勝を決めたが、6試合で2勝4分という苦戦を強いられた。これ以後のアルゼンチンは優勝を逃し続けており、優勝回数は14回で止まっている。この大会ではゴイコチェア、ルジェリ、バティストゥータ、フランコ、D・シメオネ、フェルナンド・レドンド、イスラスなどが主力を構成した。
コパ・アメリカ1993終了後すぐ、アルゼンチンは1994 FIFAワールドカップ・南米予選を戦う必要があった。コロンビア、パラグアイ、ペルーと同組となり、アウェーでのペルー戦 (1-0) とアウェーでのパラグアイ戦 (3-1) には勝利したが、アウェーでのコロンビア戦 (1-2) には敗れた。ホームでは、ペルー戦 (2-1) に勝利し、パラグアイ戦 (0-0) に引き分けたが、1993年9月5日にエル・モヌメンタルで行なわれたコロンビア戦には0-5で信じられない敗北を喫した。5点差での敗北は1958 FIFAワールドカップ (1-6) 以来だった。コロンビアにはカルロス・バルデラマ、フレディ・リンコン、ファウスティーノ・アスプリージャ、レオネル・アルバレスなどの名選手がおり、予選無敗で本大会出場を決めただけでなく、アルゼンチンをオセアニア地区代表との大陸間プレーオフに回らせた。この大敗後、アルゼンチン最大のスポーツ誌であるエル・グラフィコ誌は真っ黒の表紙で「喪」に服した。オセアニア地区代表のオーストラリアとのプレーオフに際して、バシーレ監督はマラドーナに代表復帰を要請した。マラドーナはこれに承諾して、代表に合流するためにシドニーに飛んだ。シドニーで開催されたファーストレグは0-0の引き分けだったが、ブエノスアイレスで開催されたセカンドレグではバティストゥータが試合唯一の得点となる決勝点を挙げ、アルゼンチンは本大会出場を決めて目的を達成した。
1994 FIFAワールドカップ開幕前には何試合か親善試合を行ない、ブラジルには0-2で敗れたが、サルタで行なわれたモロッコ戦には3-1で勝利し、ラマト・ガンで行なわれたイスラエル戦には3-0で快勝した。アメリカで開催された1994 FIFAワールドカップ本大会のグループリーグ・初戦のギリシャ戦では、バティストゥータのハットトリックとマラドーナの得点で4-0と快勝した。この得点はマラドーナにとってワールドカップ本大会での最後の得点となった。2戦目のナイジェリア戦ではレドンドやマラドーナらが切れのあるプレーを見せ、カニージャの2得点で2-1と勝利。ナイジェリア戦後には優勝候補の一角に挙げられるようになったが、ナイジェリア戦後のドーピング検査でマラドーナから禁止薬物のエンドルフィンの陽性反応が出た。より高い罰を回避するため、協会のグロンドーナ会長は報道を聞くと即座にマラドーナの大会からの追放を決めた。最終的に、このスーパースターはFIFAによって15ヶ月の出場停止処分を受けた。リーダーを失って困惑したチームはグループリーグ最終戦のブルガリア戦に敗れ、決勝トーナメント1回戦のルーマニア戦にも2-3で敗れて、過去2大会のような成功を果たせずに大会から去った。1995年にはキング・ファハド・カップに出場したが、決勝でデンマークに敗れて優勝を逃した。同年のFIFAワールドユース選手権ではマラドーナ時代以来となる優勝を果たし、この大会ではその後も1997年、2001年、2005年、2007年に優勝している。1996年のアトランタオリンピックにはオーバーエイジ制度が導入され、D・シメオネなどが23歳以下の代表に加わった。グループリーグを1勝2分の首位で通過すると、決勝トーナメントではスペインとポルトガルを破って決勝進出を決めたが、決勝ではナイジェリアに敗れて銀メダルとなった。1998 FIFAワールドカップ・南米予選は首位で本大会出場を決め、フランスで開催された1998 FIFAワールドカップ本大会ではグループリーグでは7得点無失点の3連勝で通過。決勝トーナメント1回戦ではPK戦の末にイングランドに勝利したが、準々決勝のオランダ戦では試合終了間際にデニス・ベルカンプに決勝点を許し、ベスト8止まりとなった。

### 2000年代

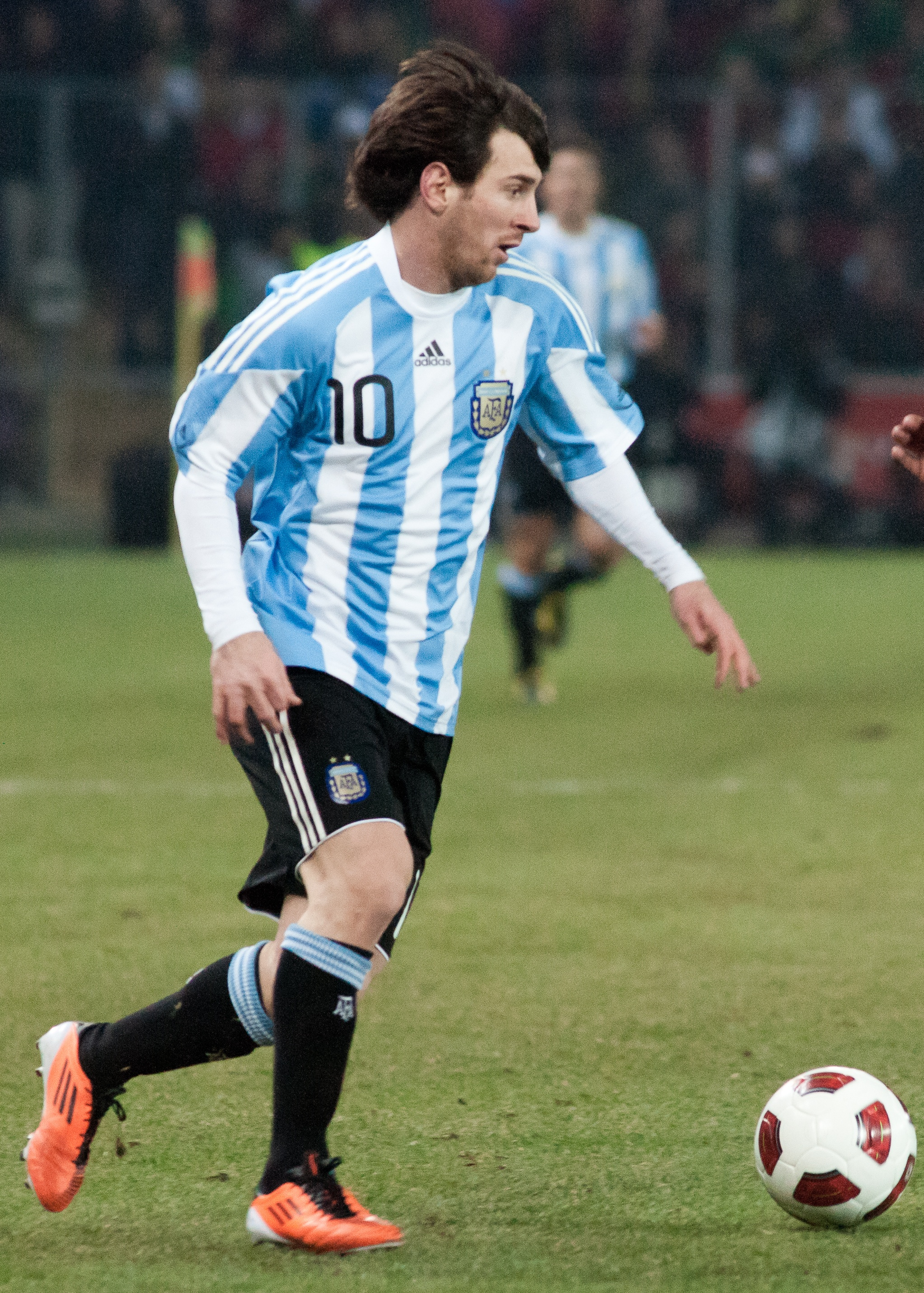
アルゼンチン代表でのメッシ

2002 FIFAワールドカップ・南米予選では2位エクアドルに勝ち点12差をつける圧倒的な成績で本大会出場を決めたことから、2002 FIFAワールドカップ開幕前の前評判は高かった。フランスとともに優勝候補の一角に挙げられたが、日本と韓国で共催された本大会では「死の組」に組み込まれ、ライバルのイングランドに敗れるなどしてグループリーグ敗退に終わった。2004年のアテネオリンピックにはカルロス・テベス（得点王）やロベルト・アジャラ（オーバーエイジ）などが出場し、グループリーグを9得点無失点の3連勝で通過すると、準々決勝以降の3試合でも圧倒的な成績を残し、国際大会史上初となる全試合無失点で金メダルを獲得した。2005年にはFIFAコンフェデレーションズカップ2005に出場したが、決勝でブラジルに敗れて準優勝に終わった。ドイツで開催された2006 FIFAワールドカップでは、グループリーグのコートジボワール戦とセルビア・モンテネグロ戦にそれぞれ2-1、6-0で勝利し、オランダ戦には0-0で引き分けた。美しいサッカーでグループ突破を決めると、決勝トーナメント1回戦ではメキシコと対戦し、延長の末にマキシ・ロドリゲスが決勝点を挙げて2-1で勝利した。この得点は国際サッカー連盟 (FIFA) によって行なわれたオンライン投票で大会最優秀ゴールに選出されている。準々決勝では開催国のドイツと対戦し、延長を終えて1-1で決着がつかなかったが、PK戦の末に2-4で敗れた。試合後には両チームの選手間で乱闘が起こり、試合に出場しなかったレアンドロ・クフレがペア・メルテザッカーを蹴ったとして退場処分を受け、マキシはバスティアン・シュヴァインシュタイガーを後ろから叩いた。FIFAはビデオ映像を調査し、クフレには4試合の出場停止処分を、マキシには2試合の出場停止処分を下した。ドイツのトルステン・フリンクスも、フリオ・クルスを殴ったとして準決勝は出場停止となった。敗退後間もなくペケルマン監督は辞任し、協会は1994 FIFAワールドカップでアルゼンチンを率いたアルフィオ・バシーレを新監督に任命した。
コパ・アメリカ2007では、グループリーグのアメリカ戦、コロンビア戦、パラグアイ戦に3連勝した。準々決勝と準決勝ではコロンビアとメキシコを圧倒したが、決勝ではブラジルに0-3で敗れて準優勝に終わった。2008年の北京オリンピックにはリオネル・メッシやフアン・ロマン・リケルメ（オーバーエイジ）などが出場し、グループリーグから6連勝を記録して再び金メダルを獲得した。2010 FIFAワールドカップに先立ち、マラドーナが監督に就任した。南アフリカで開催されたFIFAワールドカップ本大会でアルゼンチンはグループBに組み込まれ、グループリーグを3戦全勝で通過した。初戦のナイジェリア戦では6分に先制点を決めたが、その後は追加点を挙げられずに1-0で勝利した。2戦目の韓国戦ではゴンサロ・イグアインのハットトリックや相手のオウンゴールなどで易々と得点を重ね、4-1で勝利した。3戦目のギリシャ戦には2-0で勝利した。決勝トーナメント1回戦ではメキシコと対戦。メッシからのボールにヘディングで合わせたカルロス・テベスが先制点を決めたが、リプレイ映像ではテベスがオフサイドポジションにいることが明らかだった。結局アルゼンチンはメキシコに3-1で勝利したが、準々決勝のドイツ戦には0-4で大敗して大会から敗退した。ドイツのトーマス・ミュラーが3分に先制点を挙げると、ミロスラフ・クローゼが2点を重ね、アルネ・フリードリヒもまた得点した。

### 2010年代
コパ・アメリカ2011はセルヒオ・バティスタ監督就任後初の主要大会である。格下のボリビアに1-1と引き分けて出だしで躓くと、サンタフェで行なわれた2戦目のコロンビア戦もスコアレスドローに終わったが、3戦目のコスタリカ戦に3-0で勝利して準々決勝に進んだ。準々決勝のウルグアイ戦では、5分にディエゴ・ペレスの得点を許したが、17分にイグアインが同点ゴールを決めた。延長戦を終えてもスコアは1-1から動かず、試合の行方はPK戦に持ち込まれたが、両チームの10人のキッカーの中で唯一テベスがPKを外し、アルゼンチンはPK戦に4-5で敗れて大会から敗退した。敗退後、バティスタ監督は解任され、エストゥディアンテス・デ・ラ・プラタを率いていたアレハンドロ・サベーラが新監督に就任した。

### 2020年代
コパ・アメリカ2021では決勝まで無敗をキープし、ブラジルとの決勝戦では、ディ・マリアの先制ゴールを守り切り優勝した。これはメッシにとっての記念すべき代表初タイトルであり、チームとしては11大会ぶり15回目の優勝となった。2022年6月1日、UEFA欧州選手権とコパ・アメリカの優勝国同士が対戦するフィナリッシマが、29年ぶりに第3回大会としてロンドンのウェンブリー・スタジアムにて開催され、メッシの2アシストの活躍でアルゼンチン代表が優勝を果たした。
| E, マルティネス モリーナ ロメロ オタメンディ タグリアフィコ デ・パウル フェルナンデス マク・アリスター アルバレス ディ・マリア メッシ |
| 2022 FIFAワールドカップで使用されたフォーメーション。                                                                                 |

2022 FIFAワールドカップでは初戦のサウジアラビア戦こそ0-1で敗れるも、メキシコとポーランドに勝利し、グループステージを首位で突破した。決勝では前回大会優勝のフランスとの対戦。PK戦までもつれ込んだが、試合を制し、1986年メキシコ大会以来となる優勝を達成した。

## 歴代のW杯メンバー
| - 1930 FIFAワールドカップ参加チーム - 1934 FIFAワールドカップ参加チーム - 1958 FIFAワールドカップ参加チーム - 1962 FIFAワールドカップ参加チーム - 1966 FIFAワールドカップ参加チーム - 1974 FIFAワールドカップ参加チーム - 1978 FIFAワールドカップ参加チーム - 1982 FIFAワールドカップ参加チーム - 1986 FIFAワールドカップ参加チーム | - 1990 FIFAワールドカップ参加チーム - 1994 FIFAワールドカップ参加チーム - 1998 FIFAワールドカップ参加チーム - 2002 FIFAワールドカップ参加チーム - 2006 FIFAワールドカップ参加チーム - 2010 FIFAワールドカップ参加チーム - 2014 FIFAワールドカップ参加チーム - 2018 FIFAワールドカップ参加チーム - 2022 FIFAワールドカップ参加チーム |